# Kuscarta koshunella
Kuscarta koshunella är en insektsart som beskrevs av Matsumura 1940. Kuscarta koshunella ingår i släktet Kuscarta och familjen spottstritar. Inga underarter finns listade i Catalogue of Life.